# Rolf Kleine
Rolf Kleine (* 21. Januar 1961 in Osnabrück) ist ein deutscher Journalist und Buchautor. Er ist langjähriger Mitarbeiter des Axel-Springer-Verlags. Er war zwischenzeitlich Lobbyist der Deutsche Annington,  Sprecher des SPD-Kanzlerkandidaten Peer Steinbrück im  Bundestagswahlkampf 2013 und bis Ende 2018 Leitender Redakteur für Politik der BILD-Zeitung.

## Leben
Nach dem Abitur, Wehr- und Zivildienst studierte Kleine von 1981 bis 1988 Geschichte, Musikwissenschaft und Publizistik in Münster und Wien. Parallel arbeitete er als Musik- und Opernkritiker für die Neue Osnabrücker Zeitung, die Wiener Zeitung sowie die Neue Zeitschrift für Musik und die in Zürich erscheinende Opernwelt.
Kleine volontierte 1988 bis 1990 bei der Regionalzeitung Westfälische Nachrichten in Münster und wechselte 1990 nach Bonn zur Nachrichtenagentur Deutscher Depeschendienst (ddp), dessen leitender Redakteur er seit 1992 war. 1994 trat er als Reporter ins Bonner Hauptstadtbüro der BILD-Zeitung ein. Seit 1996 Chefreporter des Blattes, wechselte er 1999 nach Berlin und wurde stellvertretender Leiter des Hauptstadtbüros der Berliner Zeitung, ehe er 2000 als Leiter des Hauptstadtbüros zur BILD-Zeitung zurückkehrte.
Nach 17 Jahren Tätigkeit für den Axel-Springer-Verlag war Kleine vom 1. Februar 2012 bis 10. Juni 2013 Head of Public Affairs und Leiter der Hauptstadt-Repräsentanz des Immobilienkonzerns Deutsche Annington. Am 10. Juni 2013 wurde bekannt, dass Kleine Michael Donnermeyer als Sprecher von SPD-Kanzlerkandidat Steinbrück ablöst.
Nach Ende des Wahlkampfes kehrte er zum 15. Mai 2014 zur BILD-Zeitung zurück. Für deutschlandweites Aufsehen sorgte der von Kleine und Hans-Jörg Vehlewald verfasste Artikel im Januar 2017 auf BILD.de und in der BILD-Zeitung, dass Sigmar Gabriel SPD-Kanzlerkandidat werde. Kurze Zeit später stellte sich dies als Falschmeldung aus, als Gabriel bekannt gab, dass er nicht SPD-Kanzlerkandidat werde.
Kleine ist verheiratet und lebt in Berlin und im Tiroler Lienz.

## Auftritte
Von 1999 bis 2003 gehörte Kleine zum „Politischen Quartett“, einer wöchentlichen Talk-Runde des Nachrichtensenders N24. Seither hatte er regelmäßige TV-Auftritte, u. a. im Januar 2009 bei Frank Plasbergs „Hart aber fair“ und im ZDF-Morgenmagazin.

## Publikationen
- Béla Anda, Rolf Kleine: Gerhard Schröder. Eine Biografie. Aktualisierte und erweiterte Auflage, Ullstein Taschenbuch, München 2002, ISBN 3-548-36387-3.
- Rolf Kleine, Matthias Spruck: Johannes Rau. Biographie. Econ Verlag, München 1999, ISBN 3-430-15479-0.